# Itaipava Arena Fonte Nova
Itaipava Arena Fonte Nova, officieel Complexo Esportivo Cultural Professor Octávio Mangabeira, bijgenaamd Bahia Arena, is een stadion dat gebouwd is op de plaats waar vroeger het Estádio Fonte Nova stond. Het stadion heeft een capaciteit van 55.000 toeschouwers en wordt hoofdzakelijk gebruikt als thuisbasis van EC Bahia.

## Interlands
| №   | Datum            | Wedstrijd                    | Uitslag       | Competitie                                | Toeschouwers |
| --- | ---------------- | ---------------------------- | ------------- | ----------------------------------------- | ------------ |
| 1.  | 20 juni 2013     | Nigeria – Uruguay            | 2 – 2         | Confederations Cup 2013 - Groepsfase (B)  | 26.769       |
| 2.  | 22 juni 2013     | Italië – Brazilië            | 2 – 4         | Confederations Cup 2013 – Groep A         | 48.874       |
| 3.  | 30 juni 2013     | Uruguay – Italië             | 2 – 2         | Confederations Cup 2013 – Troostfinale    | 43.382       |
| 4.  | 13 juni 2014     | Spanje – Nederland           | 1 – 5         | Wereldkampioenschap 2014 – Groep B        | 48.173       |
| 5.  | 16 juni 2014     | Duitsland – Portugal         | 4 – 0         | Wereldkampioenschap 2014 – Groep G        | 51.081       |
| 6.  | 20 juni 2014     | Zwitserland – Frankrijk      | 2 – 5         | Wereldkampioenschap 2014 – Groep E        | 51.003       |
| 7.  | 25 juni 2014     | Bosnië en Herzegovina – Iran | 3 – 1         | Wereldkampioenschap 2014 – Groep F        | 48.011       |
| 8.  | 1 juli 2014      | België – Verenigde Staten    | 2 – 1 (n.v.)  | Wereldkampioenschap 2014 – Achtste finale | 51.227       |
| 9.  | 5 juli 2014      | Nederland – Costa Rica       | 0 – 0 (4 – 3) | Wereldkampioenschap 2014 – Kwartfinale    | 51.179       |
| 10. | 17 november 2015 | Brazilië – Peru              | 3 – 0         | Kwalificatie WK 2018                      | 45.558       |

Mineirão (Belo Horizonte) · Estádio Nacional de Brasília (Brasília) · Arena Pantanal (Cuiabá) · Arena da Baixada (Curitiba) · Castelão (Fortaleza) · Arena Amazônia (Manaus) · Arena das Dunas (Natal) · Estádio Beira-Rio (Porto Alegre) · Arena Cidade da Copa (Recife) · Maracanã (Rio de Janeiro) · Arena Fonte Nova (Salvador) · Arena de São Paulo (São Paulo)